# Drinić (Bosanski Petrovac)
Drinić (szerbül: Дринић) szerb falu Bosznia-Hercegovinában, a Bosznia-hercegovinai Föderáció Una-Szanai kantonjában, Bosanski Petrovac községben.

## Fekvése
Bosznia-Hercegovina nyugati részén, Bihácstól légvonalban 58, közúton 64 km-re délkeletre, Bosanski Petrovactól légvonalban 9, közúton 11 km-re délkeletre, a Petrovaci-mező keleti részén, a Klekovača, az Oštrelje és a Srnetica lejtőivel körülvéve, a Szarajevó-Jajca-Bihács főút mellett található. Bosznia-Hercegovina utolsó közigazgatási felosztásával a település két részre szakadt. A nagyobb rész Petrovac községben, a kisebbik rész pedig Bosanski Petrovac községben található.

## Népessége
| Nemzetiségi csoport | Népesség 1991 | Népesség 2013 |
| ------------------- | ------------- | ------------- |
| Szerb               | 362           | 3             |
| Bosnyák             | 1             | 0             |
| Horvát              | 0             | 0             |
| Jugoszláv           | 0             | 0             |
| Egyéb               | 0             | 0             |
| Összesen            | 363           | 3             |

## Története
A régészeti leletek tanúsága szerint területe már az ókorban is lakott volt. A Đurđevica Gradina lelőhely platóján a bronzkorban épített erőd maradványai találhatók, melynek védőfalai helyenként a 4 méteres magasságot is elérik. A Stretica lejtőjén egy szintén ebből a korból származó erődített település maradványai láthatók. A település ötszögletű volt és falakkal volt körülvéve. A falakkal övezett terület elérte a 8000 m2-t.
Drinićet először 1448. október 19-én említik, amikor a knini káptalan előtt megjelent a Pset zsupánia déli részén levő Drinićből (de Udrinich) származó Gregorij Kudelic fia, Franko, akivel vele jöttek Stjepan Mišljenović fiai, Miket, Andrija, Blaž és Toma, kolunići nemesek. Franko Kudelić a káptalan és a Mišljenović család tagjai előtt azt nyilatkozta, hogy anyagi gondok miatt döntött úgy, hogy hatvan arany forintért elzálogosítja örökölt és jelzáloggal terhelt ingatlanait. Minderről a káptalan külön oklevelet adott ki.
Az Oršićok horvát nemesi család, amelyet először 1420-ban említenek az írott források, amikor tagjai az Unac környékén éltek. 1449-ben egy oklevél említi „Vuseec et Wlathko Orsych de Udrinich”-et, ebből tudható, hogy Drinićben is letelepedtek, majd Bosznia török kézre kerülésével 1464 és 1472 között északnyugatra költöztek. Gorička megyében, a mai Károlyváros területén Horvátországban telepedtek le. Később, 1487-ben I. Mátyás magyar király oklevelet adott ki Petar Horvat Oršićnak és testvéreinek, Jurajnak, Pavlónak és Jakovnak, amellyel Slavetić várát kapták meg. Ezután az Oršićokat Slavetićnek hívták.
A boszniai krajnai partizán hadjárat és a Bihácsi Köztársaság néven felszabadított terület létrehozása után 1942 szeptemberében Drinić községben nyomda működött, és ezzel megújult a Borba című újság megjelenése. A daytoni békeszerződés aláírása után a település két részre szakadt, és egy része Petrovac községhez került, amely a Boszniai Szerb Köztársaság része lett.

## Nevezetességei
- Đurđevica Gradina – egy 30x30 méteres ókori, feltehetően illír erőd maradványai. Az erődöt az északi és a déli oldalon kőből rakott falak védték, míg a többi oldalon természetes védelme volt. A bronzkorban és a vaskorban használt erőd falai helyenként a 4 méteres magasságot is elérik.[4]

- Gradine Više Tuka – ókori erődített település maradványai. Az ötszögű falakkal körülvett település védőfalai különösen az észak és északnyugati oldalon voltak megerősítve. A falakkal körülvett terület 80x100 méteres volt, területe elérte a 8000 m2-t. Bejárata a déli és délnyugati oldalon volt. A leletek főként bronzkori és vaskori kerámiatöredékekből álltak.[4]

## Fordítás
- Ez a szócikk részben vagy egészben  a   Drinić (Bosanski Petrovac) című bosnyák Wikipédia-szócikk ezen változatának fordításán alapul.  Az eredeti cikk szerkesztőit annak laptörténete sorolja fel. Ez a jelzés csupán a megfogalmazás eredetét és a szerzői jogokat jelzi, nem szolgál a cikkben szereplő információk forrásmegjelöléseként.
- Ez a szócikk részben vagy egészben  a   Drinić (Bosanski Petrovac) című horvát Wikipédia-szócikk ezen változatának fordításán alapul.  Az eredeti cikk szerkesztőit annak laptörténete sorolja fel. Ez a jelzés csupán a megfogalmazás eredetét és a szerzői jogokat jelzi, nem szolgál a cikkben szereplő információk forrásmegjelöléseként.